# Contea di Fayette (Tennessee)
La contea di Fayette (in inglese Fayette County) è una contea dello Stato USA del Tennessee. Il nome le è stato dato in onore al marchese de La Fayette, che aiutò il generale George Washington nella guerra d'indipendenza americana. Al censimento del 2000 la popolazione era di 28 806 abitanti. Il suo capoluogo è Somerville.

## Geografia fisica
L'U.S. Census Bureau certifica che l'estensione della contea è di 1829 km², di cui 1825 km² composti da terra e i rimanenti 4 km² composti di acqua.

## Contee confinanti
- Contea di Haywood, Tennessee - nord
- Contea di Hardeman, Tennessee - est
- Contea di Benton, Mississippi - sud-est
- Contea di Marshall, Mississippi - sud
- Contea di Shelby, Tennessee - ovest
- Contea di Tipton, Tennessee - nord-ovest

## Storia
La Contea di Fayette venne costituita il 29 settembre 1824.

## Città
- Braden
- Gallaway
- Grand Junction
- Hickory White
- La Grange
- Moscow
- Oakland
- Piperton
- Rossville
- Somerville
- Williston